# Bremerton
Bremerton és una població dels Estats Units a l'estat de Washington. Segons el cens del 2000 tenia 37.259 habitants.

## Demografia
Segons el cens del 2000, Bremerton tenia 37.259 habitants, 15.096 habitatges, i 8.468 famílies. La densitat de població era de 634,9 habitants per km².
Dels 15.096 habitatges en un 30,2% hi vivien nens de menys de 18 anys, en un 38,4% hi vivien parelles casades, en un 13,3% dones solteres, i en un 43,9% no eren unitats familiars. En el 35,4% dels habitatges hi vivien persones soles l'11,9% de les quals corresponia a persones de 65 anys o més que vivien soles. El nombre mitjà de persones vivint en cada habitatge era de 2,3 i el nombre mitjà de persones que vivien en cada família era de 2,98.
Per edats la població es repartia de la següent manera: un 24,5% tenia menys de 18 anys, un 15,5% entre 18 i 24, un 30,3% entre 25 i 44, un 17,2% de 45 a 60 i un 12,5% 65 anys o més.
L'edat mediana era de 31 anys. Per cada 100 dones de 18 o més anys hi havia 103,7 homes.
La renda mediana per habitatge era de 30.950 $ i la renda mediana per família de 36.358 $. Els homes tenien una renda mediana de 28.320 $ mentre que les dones 23.523 $. La renda per capita de la població era de 16.724 $. Aproximadament el 16% de les famílies i el 19,4% de la població estaven per davall del llindar de pobresa.

## Poblacions més properes
El següent diagrama mostra les poblacions més properes.